# Peter Grimwade
Peter Grimwade (né le 8 juin 1942 et mort le 15 mai 1990 ) est un réalisateur et scénariste britannique principalement connu pour avoir écrit des scénarios et réalisé pour la télévision britannique durant les années 1970 et 1980.

## Biographie

### Jeunesse
Passant une partie de son enfance à Truro dans les Cornouailles, il étudie à la Truro Cathedral School et s'essaye à la réalisation.

### Carrière
Après avoir rejoint la BBC à la fin des années 1960, il commence à travailler en tant qu'assistant de plateau sur la série  Doctor Who en 1970 lors du premier épisode où le rôle-titre est joué par Jon Pertwee « Spearhead from Space. » Il occupera cette position durant cinq épisode. En 1977, il commence à s'attaquer à la réalisation, filmant les scènes de maquettes pour les effets spéciaux de l'épisode « The Robots of Death » pendant que le réalisateur Michael E. Briant s'occupait du reste de l'épisode en studio. On raconte que Tom Baker se trompa sur le plateau citant son nom au lieu du "Grimwold's Syndrome" une maladie mentionnée dans le scénario.
Il s'essaya une nouvelle fois à la réalisation en 1979 en tourant en partie un épisode de la série The Omega Factor. et fut assistant de production sur la série Tinker, Tailor, Soldier, Spy (1979) qui s'inspirait des livres de John le Carré. En 1978, il travaille comme assistant de production sur la série dramatique All Creatures Great and Small dans laquelle l'acteur Peter Davison joue. En 1980 après avoir tourné l'épisode de Doctor Who « Full Circle » il est rappelé pour tourner le dernier épisode joué par Tom Baker, « Logopolis. » Retrouvant Davison dans le rôle du Docteur, il dirige les épisodes « Kinda » et « Earthshock » en 1982. Il fut appelé pour s'occuper de la réalisation d'un épisode intitulé The Return mais celui-ci ne put se faire à cause d'une grève des techniciens. Lorsque l'épisode fut réécrit et reprogrammé afin de devenir  « Resurrection of the Daleks la direction fut confiée à un autre réalisateur, continuant une série de mésententes entre lui et le producteur John Nathan-Turner.
Grimwade est aussi scénariste, ayant écrit pour la série Z-Cars il propose d'écrire quelques épisodes pour Doctor Who qui deviendront « Time-Flight » « Mawdryn Undead » et  « Planet of Fire. » L'expérience sur ce dernier épisode fut pour lui assez frustrante à cause des changements amenés par le tournage à l'étranger et l'arrivée de Nicola Bryant dans le casting. Il finit par laisser le script-éditor (responsable des scénarios) Eric Saward terminer le scénario à sa place.
Quelques années après, en 1986, Grimwade écrit et réalisa un épisode de la série d'ITV Dramarama intitulé « The Come-Uppance of Captain Katt » et ouvertement inspiré de ses mésaventures sur Doctor Who. Néanmoins assez attaché à cette série il écrira l'adaptation en roman de tous ses épisodes. Plus tard, lorsque la BBC autorisa l'éditeur W. H. Allen les droits d'utiliser le personnage de Vislor Turlough, celui-ci demanda à Peter Grimwade d'écrire une histoire originale. En effet, Grimwade a écrit les deux scripts mettant en scène ce personnage de façon importante. Le résultat sera un roman intitulé Robot et rempli de clins d'œil à  Doctor Who.

## Vie privée
En mai 1990, Peter Grimwade meurt des suites d'une leucémie.

## Filmographie partielle

### Comme réalisateur
- 1971 : The Onedin Line (série tv) : 1 épisode
- 1978 à 1980 : All Creatures Great and Small  (série tv) : 4 épisodes
- 1980 : Doctor Who (série tv) : (épisode « Full Circle »)
- 1981 : Doctor Who (série tv) : (épisode « Logopolis »)
- 1982 : Doctor Who (série tv) : (épisode « Kinda »)
- 1982 : Doctor Who (série tv) : (épisode « Earthshock »)
- 1986 : Dramarama (série tv) : épisode : « The Come-Uppance of Captain Katt »

### Comme scénariste
- 1969 à 1971 : Z-Cars (série tv): 6 épisodes
- 1982 : Doctor Who (série tv) : (épisode « Time-Flight »)
- 1983 : Doctor Who (série tv) : (épisode « Mawdryn Undead »)
- 1984 : Doctor Who (série tv) : (épisode « Planet of Fire »)
- 1986 : Dramarama (série tv) : épisode : « The Come-Uppance of Captain Katt »

## Source de la traduction
- (en) Cet article est partiellement ou en totalité issu de l’article de Wikipédia en anglais intitulé « Peter Grimwade » (voir la liste des auteurs).